# Węglan rubidu
Węglan rubidu, Rb
2CO
3 – nieorganiczny związek chemiczny z grupy węglanów, sól kwasu węglowego i rubidu.

## Budowa cząsteczki
Krystalizuje w układzie jednoskośnym. Występuje także pod postacią hydratu Rb
2CO
3·H
2O.

## Otrzymywanie

### Skala laboratoryjna
Otrzymywany przez reakcję wodorotlenku rubidu z gazowym dwutlenkiem węgla i krystalizację z roztworu:
2RbOH + CO
2  →  Rb
2CO
3 + H
2O
Inną metodą syntezy jest reakcja RbOH z węglanem amonu, a następnie odparowanie wody i amoniaku z roztworu:
2RbOH + (NH
4)
2CO
3  →  Rb
2CO
3 + 2NH
3 + 2H
2O

### Skala przemysłowa
Węglan rubidu jest produktem przejściowym w odzyskiwaniu rubidu z lepidolitu. W wyniku podgrzewania minerału ze stężonym kwasem siarkowym powstają mieszane ałuny potasu, rubidu i cezu. Otrzymany roztwór traktowany jest węglanem potasu lub amonu, w wyniku czego wydzielają się węglany obecnych w roztworze metali alkalicznych. Rb
2CO
3 jest rozdzielany z otrzymanej mieszaniny węglanów w procesie krystalizacji frakcyjnej.
Prowadzone są również badania nad odzyskiwaniem węglanów rubidu i cezu z solanki, otrzymywanej jako produkt uboczny w procesie odsalania wody morskiej.

## Właściwości

### Właściwości fizyczne
Silnie higroskopijny. Rozpada się przy temp. 900 °C.

### Właściwości chemiczne
W roztworach wodnych, tak jak inne węglany litowców, ulega hydrolizie do wodorowęglanu, a następnie do kwasu węglowego:
Rb
2CO
3 + H
2O  ⇄  RbOH + RbHCO
3
RbHCO
3 + H
2O  ⇄  RbOH + H
2CO
3
Wodorowęglan rubidu hydrolizuje słabiej niż Rb
2CO
3. W związku z tworzeniem wodorotlenku rubidu (RbOH) w procesie hydrolizy roztwór wodny Rb
2CO
3 ma odczyn zasadowy, o pH=11,7 (50g/l, 20 °C). Jak wszystkie węglany reaguje z mocnymi kwasami, wydzielając dwutlenek węgla:
Rb
2CO
3 + 2HCl  ⇄  2RbCl + H
2O + CO
2↑

## Zastosowanie
Wykorzystywany jako dodatek do szkła; zmniejsza jego przewodnictwo i poprawia stabilność i wytrzymałość. Z tego powodu znajduje zastosowanie w produkcji specjalnych rodzajów szkła, noktowizorów oraz światłowodów.
Może również służyć jako elektrolit w ogniwach paliwowych, pozwalając na pracę w wysokich temperaturach (powyżej 100 °C). Wodne roztwory węglanów wykazują niższą korozyjność niż inne elektrolity.
Węglan rubidu jest stosowany zarówno w syntezie organicznej, jak i nieorganicznej. Może służyć do otrzymywania metalicznego rubidu, a także innych soli rubidowych, jak np. chlorku rubidu (równanie reakcji powyżej).  
W chemii organicznej wykorzystywany jest w wielu reakcjach jako zasada, m.in. w kondensacji Knoevenagla, otrzymywaniu oksazolidynonów, wewnątrzcząsteczkowym sprzęganiu oksydacyjnym katalizowanym palladem i oksydacyjnej estryfikacji katalizowanej N-heterocyklicznymi karbenami.